# Anglican Church in North America
Anglican Church in North America (ACNA) är ett kristet trossamfund, bildat den 22 juni 2009 av avhoppare från Episkopalkyrkan i USA och Anglikanska kyrkan i Kanada som man ansåg hade lämnat klassisk kristen tro och anglikansk lära. Enligt ACNA:s stadgar kan inte utövande homosexuella bli biskopar inom kyrkan.
ACNA leds av biskop Robert Duncan. 

### Fotnoter
1. ↑  ”Arkiverade kopian”. Arkiverad från originalet den 26 april 2012. https://web.archive.org/web/20120426002318/http://www.standfirminfaith.com/media/2010_ACNA_Statistics.pdf. Läst 22 september 2012. Anglican Church in North America Statistics for 2010.
2. ↑  Ny anglikansk kyrka bildad i Nordamerika Kyrkans Tidning, 26 juni 2009